# Guerra de l'Orella de Jenkins
La Guerra de l'orella de Jenkins fou un conflicte bèl·lic que va durar de 1739 a 1748, en el qual s'enfrontaren les flotes i tropes del Regne de la Gran Bretanya i del Regne d'Espanya principalment a l'àrea del Carib. Pel volum dels mitjans emprats per ambdues parts, per l'enormitat de l'escenari geogràfic en el qual es produí, i per la magnitud dels plans estratègics d'Espanya i Anglaterra, la Guerra de l'Orella de Jenkins pot ésser considerada com una veritable guerra moderna.
A partir de 1742 el conflicte es convertí en part de la Guerra de Successió Austríaca, la qual finalitzà en la zona americana amb la derrota anglesa i la tornada a l'statu quo previ a la guerra. L'acció més significativa de la guerra fou el Setge de Cartagena d'Índies de 1741, en el qual fou derrotada una flota britànica, formada per 186 naus i quasi 28.000 homes, per una guarnició espanyola composta per uns 3.500 homes i 6 navilis de línia.
Durant el conflicte, a causa de la gran superioritat numèrica i de mitjans d'Anglaterra respecte a Espanya, va esdevenir decisiva l'extraordinària eficàcia dels serveis d'intel·ligència espanyols, que aconseguiren d'infiltrar agents a la Cort londinenca i al Quarter General de l'Almirall Edward Vernon. El pla general anglès així com el projecte tàctic de la presa de Cartagena d'Índies foren coneguts per la cort espanyola i pels comandaments virregnals amb prou temps per reaccionar i avançar-se als britànics.
El nom curiós que té, encunyat per Thomas Carlyle, fa referència a la captura per part d'un guardacostes espanyol d'un vaixell contrabandista comandat pel pirata anglès Robert Jenkins, el 1731. Segons el testimoni del mateix Jenkins, que va comparèixer a la Cambra dels Comuns del Regne Unit el 1738, com a part d'una campanya bel·licista per part de l'oposició parlamentària contra el Primer ministre del Regne Unit Robert Walpole, el capità espanyol, Julio León Fandiño, que va capturar la nau, li va tallar una orella dient-li (segons testimoni de l'anglès): «Vés i digues al teu rei que el mateix li faré, si com tu gosa fer el mateix». A la seva compareixença Jenkins va denunciar el cas amb l'orella a la mà, i Walpole es va veure obligat a contracor a declarar la guerra a Espanya el 23 d'octubre de 1739.

## Nomenclatura
L'incident que va donar lloc a la guerra va tenir lloc el 1731, a la costa de Florida, quan la brigada britànica Rebecca va ser embarcada a la patrulla espanyola La Isabela, comandada pel guarda costaner (efectivament privat) Juan de León Fandiño. Després de pujar a bord, Fandiño va tallar l'orella esquerra del capità de Rebecca Robert Jenkins, a qui va acusar de contraban (tot i que el 7 d'octubre de 1731, el Pennsylvania Gazette de Franklin, va dir que era el tinent Dorce). Fandiño va dir a Jenkins: "Va i digues al teu rei que jo faré el mateix si s'atreveix a fer el mateix." Al març de 1738, a Jenkins se li va ordenar la seva declaració davant del Parlament, presumptament, per repetir la seva història davant un comitè de la Cambra. Segons alguns informes, va presentar l'orella trencada com a part de la seva presentació, tot i que no hi ha cap registre detallat de l'audiència. L'incident es va plantejar juntament amb diversos casos de "depredacions espanyoles en matèria britànica" i es va percebre com un insult a l'honor de Gran Bretanya i un clar casus belli.
El conflicte fou nomenat per l'assagista i historiador Thomas Carlyle el 1858, cent deu anys després de la finalització de les hostilitats. Carlyle va esmentar l'orella en diversos passatges de la seva Història de Friedrich II (1858), sobretot en el llibre XI, capítol VI, on es refereix específicament a la "Guerra de les orelles de Jenkins".

## Antecedents
La fi de la Guerra de Successió Espanyola, amb el Tractat d'Utrecht no suposava només el desmembrament del patrimoni de la monarquia hispànica a Europa. Anglaterra, aleshores ja Regne de Gran Bretanya, a part d'haver evitat la creació d'una potència hegemònica al continent europeu amb la combinació de les monarquies borbòniques de França i Espanya, junt amb les possessions d'ultramar d'aquesta última), havia aconseguit Gibraltar i Menorca i àmplies concessions comercials a l'imperi espanyol a Amèrica com l'«asiento de negros» (possibilitat de vendre esclaus d'origen africà a Hispanoamèrica) durant trenta anys i la concessió del «navili amb permís» (que permetia el comerç directe de Gran Bretanya amb l'Amèrica espanyola pel volum de mercaderies que pogués transportar un vaixell de 500 tones de bagatge), amb la qual cosa trencava el monopoli del comerç amb l'Amèrica espanyola, restringit anteriorment per la Corona a comerciants provinents de l'Espanya metropolitana. Tots dos acords comercials estaven en mans de la Companyia dels Mars del Sud.

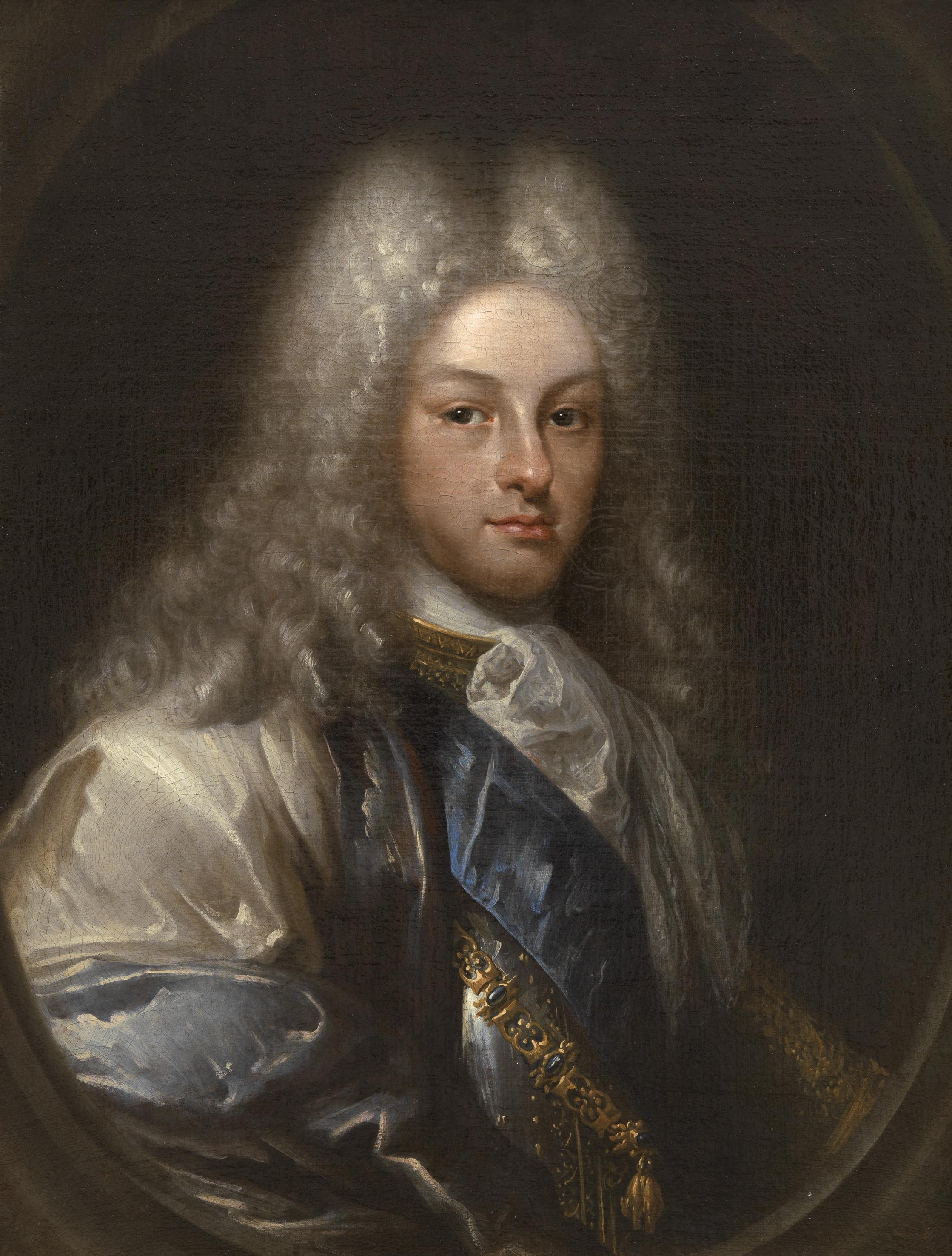
Felip V d'Espanya.

El comerç directe de Gran Bretanya amb l'Amèrica espanyola seria una font constant de conflictes entre les monarquies britànica i hispànica. A part d'això, existien altres motius de topada:
- Problemes fronterers a Amèrica del Nord entre la Província de la Florida, que era espanyola, i la Província de Geòrgia, que era britànica
- Queixes espanyoles per l'establiment il·legal de talladors de pal de tint en les costes de la península de Yucatán a la regió que actualment correspon a Belize[8]
- Reclamació constant de retrocessió de Gibraltar i Menorca per part d'Espanya
- Desig britànic de dominar les mars, cosa difícil d'aconseguir davant la recuperació de la marina espanyola i la rivalitat consegüent entre Gran Bretanya i Espanya, cosa que ja havia ocasionat prèviament una curta guerra entre ambdós països el 1719, en la qual es va enviar un exèrcit a Escòcia en suport de James Francis Edward Stuart com a Jaume III d'Anglaterra, però l'estol va ser pràcticament destruït per una forta tempesta prop de Galícia i l'exèrcit jacobita derrotat en la batalla de Glen Shiel[9]

No obstant això, en el terreny comercial era on les col·lisions van produir un incessant creixement de la tensió. Espanya mantenia el monopoli comercial amb les seves colònies a Amèrica, amb l'única excepció de les concessions fetes a Gran Bretanya, relatives al navili de permís i el comerç d'esclaus.
Sota les condicions del Tractat de Sevilla (1729), els britànics havien acordat de no comerciar amb les colònies de l'Amèrica espanyola (a part del navili de permís), per a això van acordar de permetre, per tal de verificar el compliment del tractat, que navilis espanyols interceptessin els navilis britànics en aigües espanyoles per verificar-ne la càrrega, la qual cosa es va anomenar «dret de visita».
No obstant això, les dificultats de proveïment de l'Amèrica espanyola van propiciar el sorgiment d'un intens comerç de contraban en mans d'holandesos i, fonamentalment, britànics. Davant aquests fets, la vigilància espanyola es va incrementar, alhora que es fortificaven els ports i es millorava el sistema de combois que servia de protecció a la valuosa flota del tresor que arribava d'Amèrica. D'acord amb el «dret de visita», els navilis espanyols podrien interceptar qualsevol vaixell britànic i confiscar les seves mercaderies, ja que, a excepció del navili de permís, totes les mercaderies amb destinació a l'Amèrica espanyola eren, per definició, contraban. D'aquesta manera, no només navilis reals, sinó altres navilis espanyoles en mans privades, amb concessió de la corona i coneguts com guarda costes, podien abordar els navilis britànics i confiscar les seves mercaderies. Tals activitats eren, però, qualificades de pirateria pel govern de Londres.

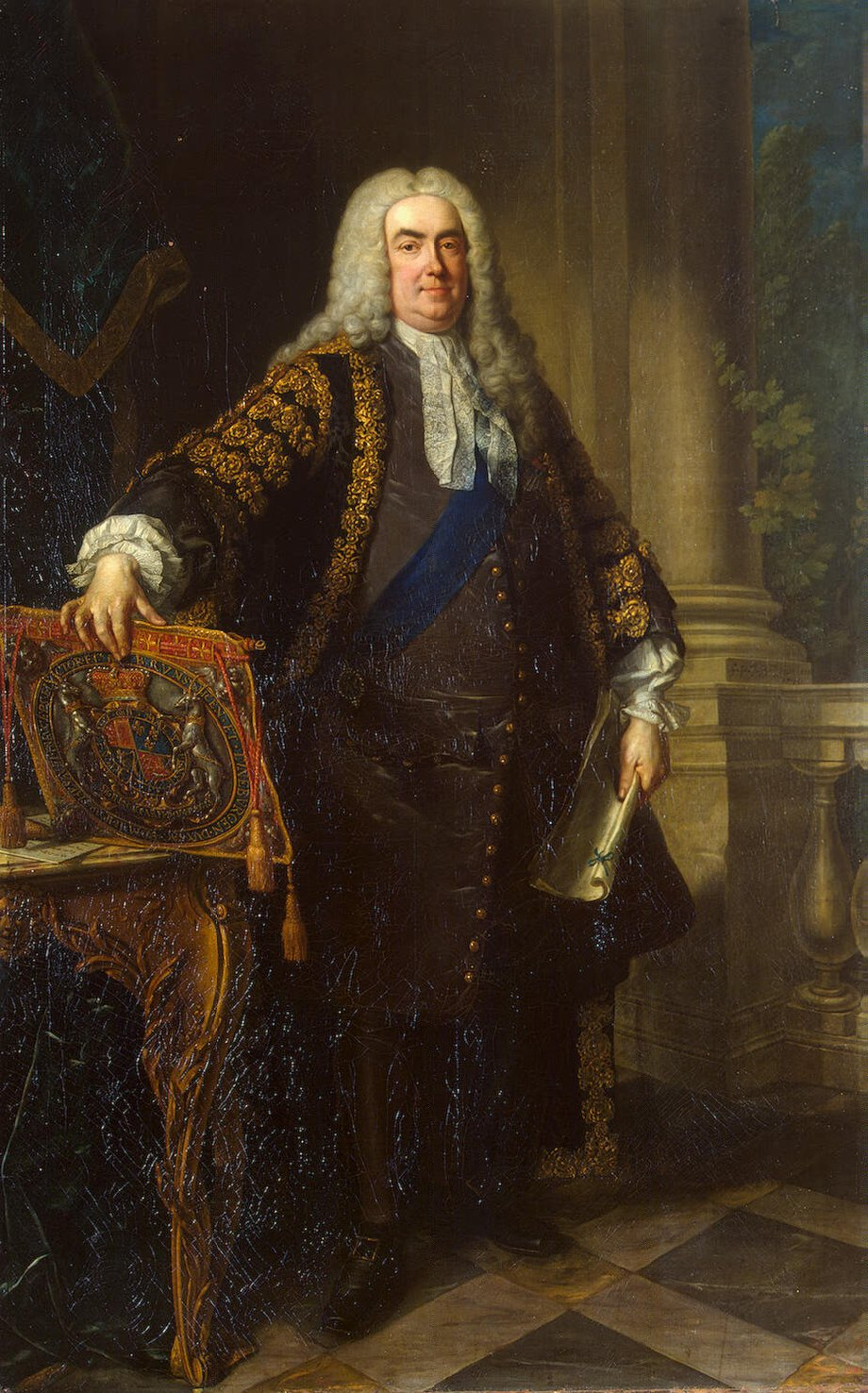
Robert Walpole, Primer Ministre britànic al declarar-se la guerra.

A part del contraban, hi seguia havent vaixells britànics dedicats a la pirateria. Bona part de l'assetjament constant a la Flota d'Índies requeia sobre la tradicional acció de corsaris anglesos al mar Carib, que es remuntava als temps de Francis Drake. Les xifres de vaixells capturats per ambdós bàndols difereixen enormement i són per tant molt difícils de determinar: fins a setembre de 1741 els anglesos parlen de 231 vaixells espanyols capturats enfront de 331 vaixells britànics abordats pels espanyols; segons aquests, les xifres respectives serien de només 25 enfront de 186. En qualsevol cas, és de notar que per llavors els abordatges espanyols amb èxit seguien sent més freqüents que els britànics.
Entre 1727 i 1732, va transcórrer un període especialment tens en les relacions bilaterals, al qual va seguir un període de distensió entre 1732 i 1737, gràcies als esforços en tal sentit del primer ministre britànic whig sir Robert Walpole i del Ministeri de Marina espanyol, al que es va unir la col·laboració entre els dos països en la Guerra de Successió de Polònia. Això no obstant, els problemes van seguir sense resoldre, amb el consegüent increment de la irritació en l'opinió pública britànica (a la primera meitat del segle xviii comença a consolidar el sistema parlamentari britànic, amb l'aparició dels primers periòdics). L'oposició a Walpole, (no només tory, sinó també un nombre significatiu de whigs descontents va aprofitar aquest fet per assetjar a Walpole (coneixedor del balanç de forces i, per tant, contrari a la guerra amb Espanya), començant una campanya a favor de la guerra. En aquest context es va produir la compareixença de Robert Jenkins davant la Cambra dels Comuns el 1738, un contrabandista britànic a qui li havia estat capturat el vaixell, el Rebecca, a l'abril de 1731 per part d'un guarda costes espanyol, confiscant-ne la càrrega. Segons el testimoni de Jenkins, el capità espanyol, Julio León Fandiño, que va capturar la nau, li va tallar una orella mentre li deia: «Vés i digues-li al teu rei que el mateix li faré si al mateix s'atreveix». En la seva compareixença davant la càmera, Jenkins va donar suport al seu testimoni mostrant l'orella amputada.

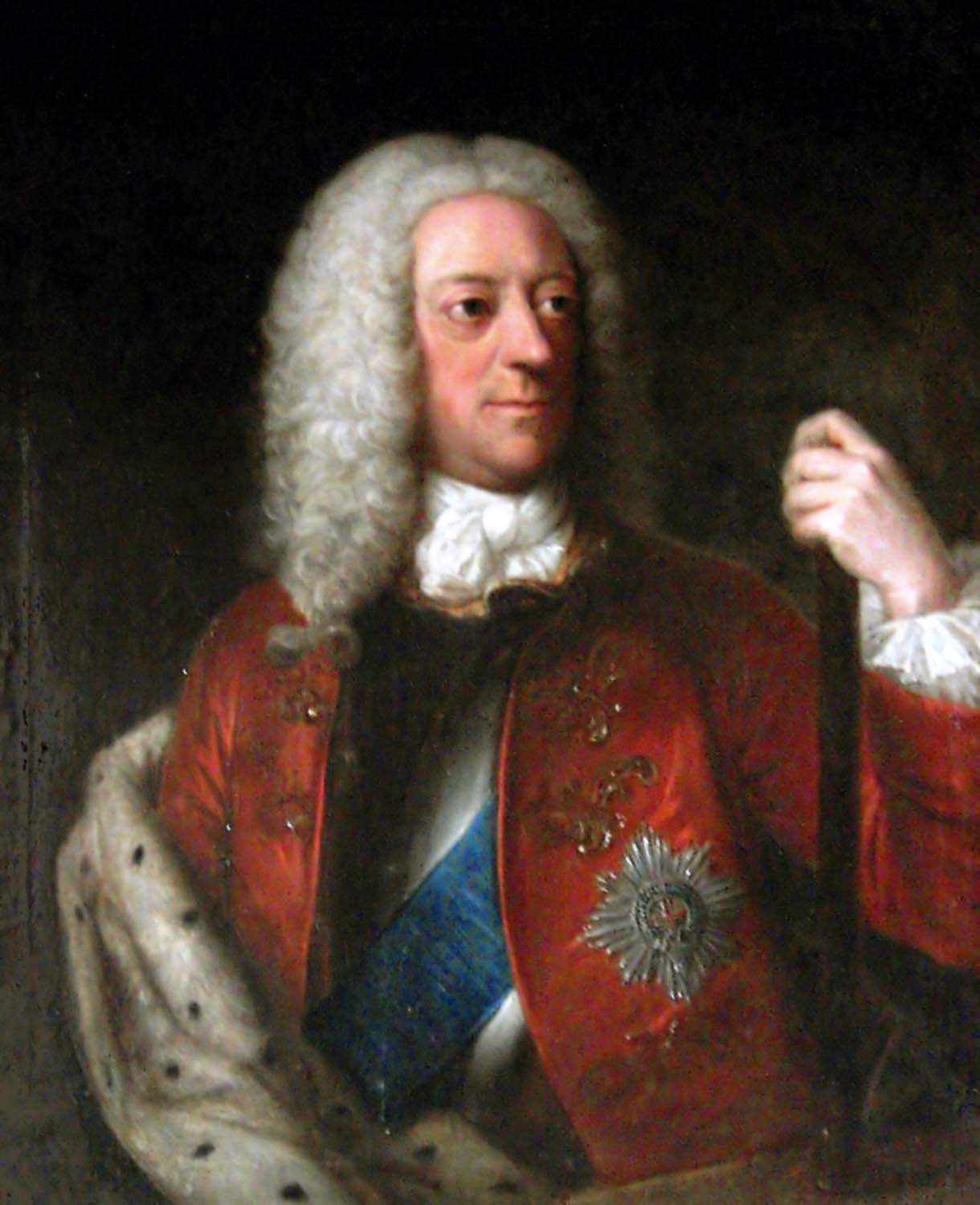
Jordi II de la Gran Bretanya.

L'oposició parlamentària i posteriorment l'opinió pública van sancionar els incidents com una ofensa a l'honor nacional i clar casus belli. Incapaç de fer front a la pressió general, Walpole va cedir, aprovant l'enviament de tropes a Amèrica i d'una esquadra a Gibraltar al comandament de l'almirall Haddock, el que va causar una reacció immediata per part espanyola. Walpole va tractar llavors d'arribar a una entesa amb Espanya en l'últim moment, la qualcosa es va aconseguir momentàniament amb la signatura del Conveni del Pardo (14 de gener de 1739), pel qual ambdues nacions es comprometien a evitar la guerra i a pagar compensacions mútues, a més d'acordar un nou tractat futur que ajudés a resoldre altres diferències sobre els límits territorials a Amèrica i els drets comercials d'ambdós països.
No obstant això, el Conveni va ser rebutjat poc després al parlament britànic, comptant també amb la decidida oposició de la Companyia dels Mars del Sud. Estant així les coses, el rei Felip V d'Espanya va exigir el pagament de les compensacions acordades per part britànica abans de fer-ho Espanya.
Tots dos bàndols van endurir les seves posicions, incrementant-se els preparatius per a la guerra. Finalment, Walpole va cedir a les pressions parlamentàries i del carrer, aprovant l'inici de la guerra. Alhora, l'ambaixador britànic a Espanya va sol·licitar l'anul·lació del «dret de visita». Lluny de doblegar-se a la pressió britànica, Felip V va suprimir el «dret d'assentament» i el «Vaixell permès», i va retenir tots els vaixells britànics que es trobaven en ports espanyols, tant a la metròpoli com a les colònies americanes. Davant aquests fets, el govern britànic va retirar el seu ambaixador de Madrid (14 d'agost) i va declarar formalment la guerra a Espanya (19 d'octubre de 1739).

## La guerra

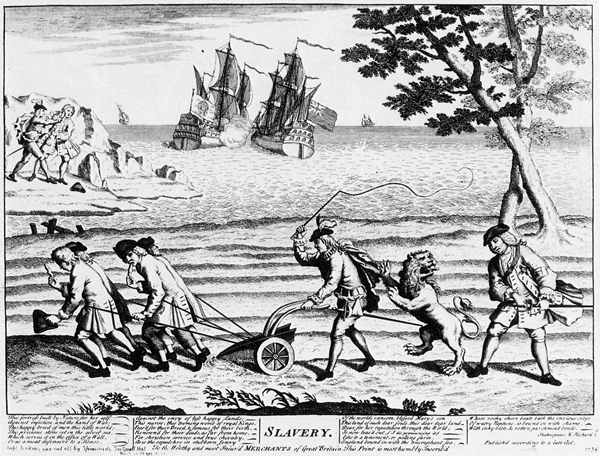
Sàtira britànica de 1738 a la qual apareix el lleó anglès atacant una arada tirada per esclaus que representa el sistema colonial espanyol. Al fons es pot veure a Fandiño tallant-li l'orella a Jenkins i a un vaixell britànic en plena batalla amb un d'espanyol.

### Primer atac a La Guaira (22 d'octubre de 1739)
Després d'arribar Vernon l'illa d'Antigua a principis d'octubre de 1739, va enviar tres navilis sota comandament del capità Thomas Waterhouse a interceptar les naus mercants espanyoles que feien la ruta entre la Guaira i Portobelo. En veure Waterhouse diverses naus mercants petites al port de la Guaira, va decidir atacar posant en pràctica un pla molt rudimentari. Aquest consistia simplement a arriar la bandera anglesa dels seus vaixells i hissar la bandera espanyola, per entrar tranquil·lament al port i un cop en ell prendre les naus mercants i assaltar el fort. El governador de la zona, el brigadier Don Gabriel José de Zuloaga havia preparat les defenses del port de forma molt diligent, i les tropes espanyoles estaven ben comandades pel capità senyor Francisco Saucedo. Així, el 22 d'octubre, Waterhouse va entrar al port de la Guaira enarborant els seus navilis la bandera espanyola. Els artillers del port van esperar que la flota anglesa estigués a l'abast, i arribat el moment van obrir foc simultàniament sobre els anglesos. Després de tres hores d'un foc intens de canó, Waterhouse va ordenar la retirada dels seus malmesos vaixells, que van haver de recalar a Jamaica per emprendre reparacions d'urgència. Com a justificació de la seva derrota davant Vernon, Waterhouse va al·legar que la captura d'unes petites embarcacions no haguessin justificat la pèrdua dels seus homes.

### Primer atac a Puerto Bello (20-21 de novembre de 1739)
La segona acció va ser protagonitzada per l'almirall Edward Vernon, qui al comandament de sis naus va capturar i va destruir Puerto Bello (actual Portobelo, a Panamà), un centre d'exportació de plata al Virregnat de Nova Granada el novembre de 1739. En aquesta ocasió, el governador de la plaça, Francisco Javier de la Vega Retez no havia actuat d'acord amb la situació de guerra imminent, essent la defensa molt deficient. Vernon va ordenar respectar les hisendes dels civils, en previsió d'una bona relació amb la població quan Anglaterra substituís a Espanya com a poder regional. Tot i que el botí aconseguit només ascendia a uns 10.000 pesos destinats a la paga de la guarnició espanyola, l'èxit va ser enormement magnificat per la naixent premsa anglesa, la qual va publicar tota classe de sàtires sobre les forces espanyoles al mateix temps que llançava visques a Vernon. Durant un sopar en honor d'aquest al qual va assistir el rei Jordi II del Regne Unit, en 1740, es va presentar un nou himne creat per commemorar la victòria, God Save the King. Un vestigi d'aquestes celebracions pot encara trobar-se al mapa de la ciutat de Londres: el conegut carrer de Portobello Road, encara que urbanitzat a la segona meitat del segle xix, deriva el seu nom d'una granja situada anteriorment al lloc, i denominada Portobello Farm en commemoració d'aquesta batalla.

### Primer atac a Cartagena d'Índies (13-20 de març de 1740)
Després de l'èxit de Portobelo, Edward Vernon va decidir atacar Cartagena d'Índies, considerada tant per ell com pel governador de Jamaica Edward Trelawny un objectiu prioritari. Des de la seva arribada al Mar Carib, els anglesos havien intentat per tots els mitjans conèixer l'estat de les defenses de Cartagena sense aconseguir-ho. Fins i tot l'octubre de 1739 Vernon havia enviat al seu primer Tinent Percival juntament amb dos espanyols a bord del vaixell Fraternity, amb l'excusa de fer lliurar una carta al senyor Blas de Lezo i una altra al que en aquell moment era el governador de Cartagena, el senyor Pedro Hidalgo. Percival aprofitaria per fer un estudi detallat de les defenses espanyoles, però això no va ser possible perquè com era previsible, Hidalgo va prohibir l'entrada del Fraternity al port. Així doncs, de nou amb l'objectiu de temptejar les defenses espanyoles d'aquella plaça, el 7 de març de 1740 Vernon va partir de Port Royal al comandament de dos brulots, tres bombardes i un pailebot, arribant a aigües de Cartagena el 13 de març. Immediatament van desembarcar diversos homes amb l'objectiu d'estudiar des de terra la disposició dels forts, i el gruix de la flota va fondejar a Platja Gran, a l'oest de Cartagena. Després de no observar cap reacció per part dels espanyols, el 18 de març Vernon va ordenar als seus tres bombardes obrir foc sobre la ciutat, amb la intenció de provocar una resposta que li permetés fer-se una idea de la capacitat defensiva dels espanyols. Però Blas de Lezo coneixia les motivacions de Vernon, i aquesta resposta no va arribar a produir. El veterà marí espanyol simplement va ordenar desmuntar algunes bateries dels seus vaixells per formar bateries en terra amb què cobrir-los. Els anglesos van portar a terme un intent de desembarcament d'uns 400 soldats que va ser rebutjat sense problemes per la guarnició espanyola. Després de tres dies de bombardeig anglès, en què 350 bombes van destruir parcialment la catedral, el col·legi dels jesuïtes i diversos edificis civils, Vernon va assumir la situació de punt mort en què es trobava i va ordenar la retirada el dia 21, deixant als navilis Windsord Castle i Greenwich en les proximitats amb la missió d'interceptar qualsevol nau espanyola que s'aproximés. Segons l'opinió de Vernon, la missió havia estat un èxit.

### Destrucció de la fortalesa de San Lorenzo el Real del Chagres (22-24 de març de 1740)
Després de la destrucció de Portobelo al novembre de l'any anterior, Vernon es va disposar a eliminar l'últim bastió espanyol a la zona, atacant la fortalesa de San Lorenzo el Real del Chagres, situada a la vora del riu Chagres i a les proximitats de Portobelo. Aquesta fortalesa era base de vaixells guardacostes espanyols, i estava defensada per tan sols quatre canons i una trentena de soldats al comandament del capità d'infanteria senyor Juan Carlos Gutiérrez Cevallos.
A les 3 de la tarda del 22 de març de 1740, una esquadra anglesa composta pels navilis Strafford, Norwich, Falmouth i Princess Louisa, la fragata Diamond, les bombardes Alderney, Terrible i Cumberland, els brulotes Success i Eleanor, i els transports Goodly i Pompey, sota comandament del mateix Vernon, començava a canonejar la fortalesa espanyola. Davant l'aclaparadora superioritat de les forces angleses, el capità Cevallos va rendir el castell el 24 de març, després de resistir dos dies.
Seguint l'estratègia aplicada a Portobelo, els britànics van destruir llavors el castell, i es van apoderar de la seva artilleria i de dos balandres guardacostes espanyoles, per partir després cap al punt de reunió de les forces angleses al mateix Portobelo.
Mentre els anglesos mantenien les seves forces repartides al mar Carib entre Portobelo i Cartagena, es produïa a Espanya un fet que tindria un valor determinant amb posterioritat: partien del port gallec de Ferrol els navilis Galícia i San Carlos transportant al Tinent General dels Reials Exèrcits Don Sebastián de Eslava que substituiria el senyor Pedro Hidalgo com a governador de Cartagena d'Índies. Després de tenir Vernon notícia d'això, va enviar immediatament a quatre navilis de la seva flota a interceptar els vaixells espanyols, aconseguint aquests finalment burlar la vigilància anglesa i entrar al port de Cartagena el 21 d'abril de 1740, desembarcant allà al nou governador i a unes centenes de valuosíssims soldats veterans.

### Segon atac a Cartagena d'Índies (3 de maig de 1740)
Després del tempteig al qual havien estat sotmeses les defenses de Cartagena per part de les forces britàniques el mes de març, Vernon va decidir tornar comandant 13 vaixells de guerra i una bombarda amb intenció de prendre la plaça. Per a sorpresa de l'almirall anglès, aquesta vegada Lezo va decidir desplegar els 6 navilis de línia amb què comptava de manera tal que la flota anglesa va quedar atrapada entre un camp de tirs curts i tirs llargs. Davant la posició enormement desavantatjosa en la qual es van veure els anglesos, Vernon va ordenar la retirada no sense abans haver llançat unes 300 bombes sobre la ciutat. Vernon, una vegada més va sostenir que l'atac anglès no era més que una maniobra de tempteig, tot i que la conseqüència principal de la seva acció va ser posar sobre avís als espanyols.

### Tercer atac a Cartagena d'Índies (13 de març-20 de maig de 1741)
Article principal: Setge de Cartagena d'Índies

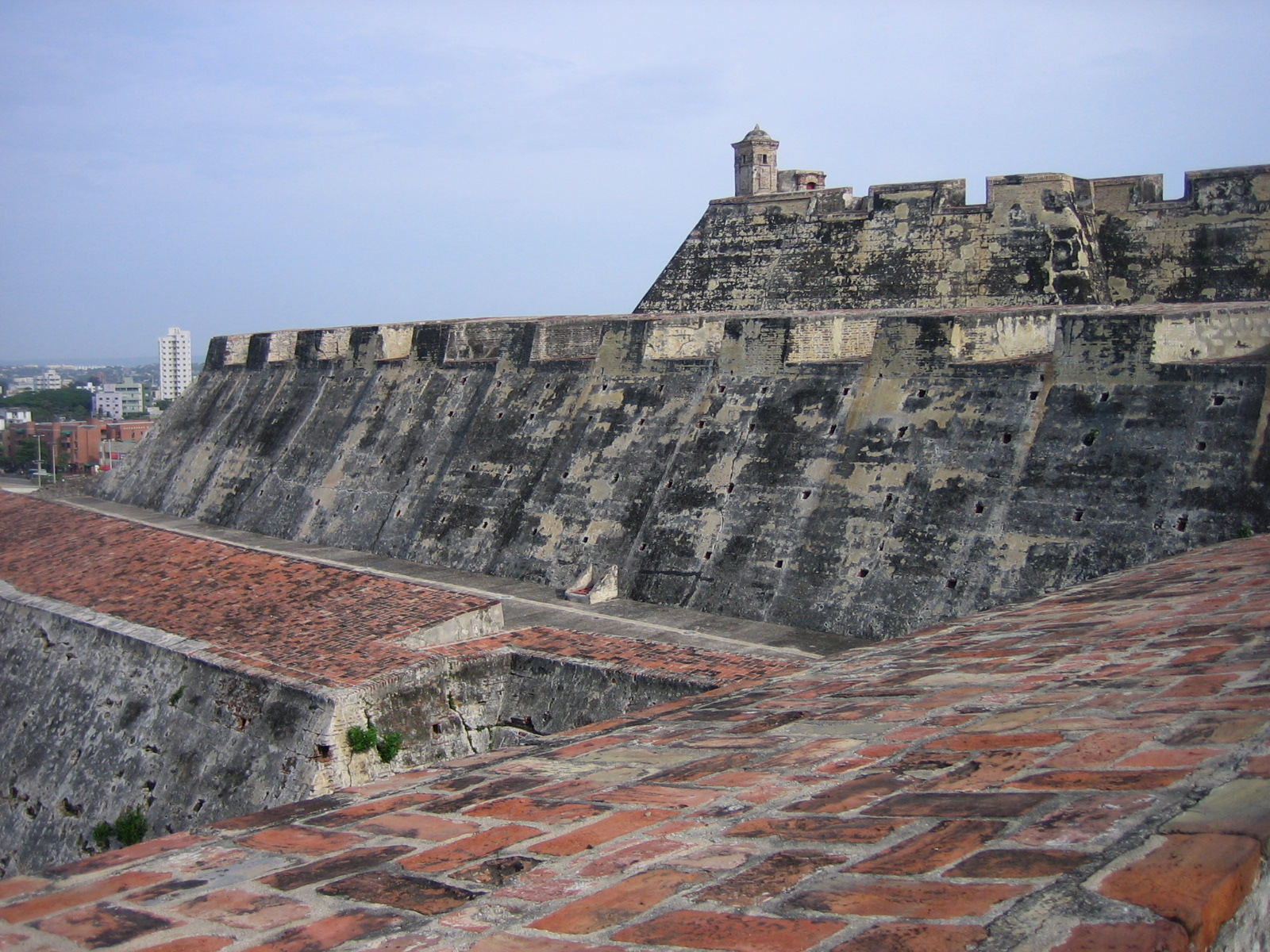
Fortalesa de San Felipe de Barajas a Cartagena d'Indies. Una enorme flota britànica comandada per l'almirall Edward Vernon fou derrotada en 1741 per les forces espanyolas de Blas de Lezo que defensaven aquest fort.

L'extrema facilitat amb què els anglesos van destruir Puerto Bello (que no recuperaria la seva importància portuària fins a la construcció del Canal de Panamà) va conduir a un canvi en els plans britànics. En lloc de concentrar el següent atac a l'Havana amb la intenció de conquistar Cuba, com s'havia previst, Vernon partiria una altra vegada cap a Nova Granada per atacar Cartagena d'Índies, port principal del Virregnat i punt de partida principal de la Flota d'Índies cap a la península Ibèrica. Els britànics van reunir llavors a Jamaica la major flota vista fins llavors, composta per 186 naus (60 més que l'Armada Invencible de Felip II d'Espanya) a bord de les quals anaven 2.620 peces d'artilleria i 28.000 homes, entre els quals s'incloïen 10.000 soldats britànics encarregats d'iniciar l'assalt, 12.600 mariners, 1.000 matxeters esclaus de Jamaica i 4.000 reclutes de la Colònia de Virgínia dirigits per Lawrence Washington, germanastre del que seria pare de la independència dels Estats Units.
La difícil tasca de defensar la plaça va anar a càrrec del veterà marí Blas de Lezo, bregat en nombroses batalles navals de la Guerra de Successió Espanyola a Europa i diversos enfrontaments amb els pirates al Mar Carib i Algèria. Tot just comptava amb l'ajuda de Melchor de Navarrete i Carlos Desnaux, una flotilla de sis naus (la nao capitana Galícia més els vaixells San Felipe, San Carlos, África, Dragón i Conquistador) i una força de 4.000 homes entre soldats i milícia urbana a la qual es van unir 500 homes del navili San Felipe.

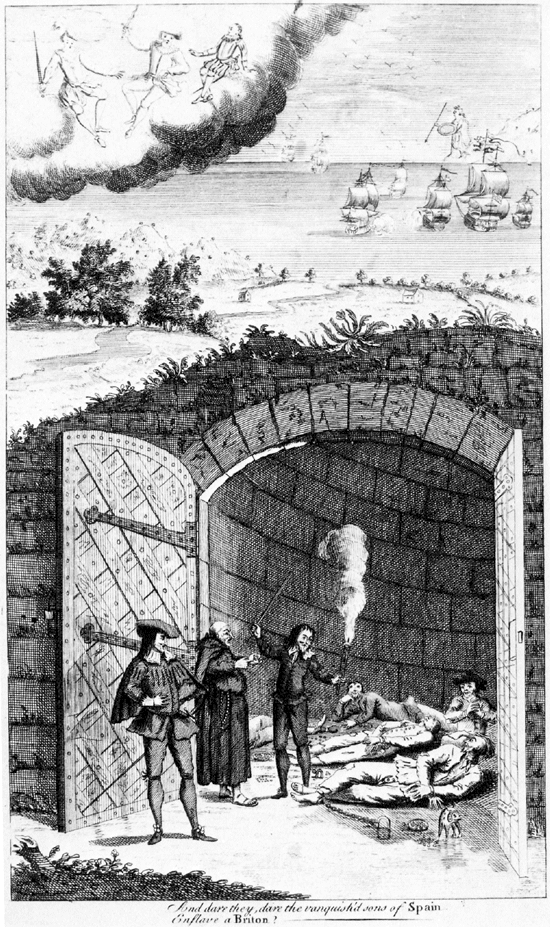
Gravat publicat a la premsa britànica el 1738, en el qual es crida a la guerra contra Espanya. Els presoners representats són britànics i els carcellers espanyols. Al fons, la flota britànica avança seguint als fantasmes de Thomas Cavendish, Walter Raleigh i Robert Blake per tal de consumar la venjança.

Vernon va ordenar bloquejar el port el 13 de març de 1741, alhora que desembarcava un contingent de tropes i artilleria destinat a prendre el fort de San Luís de Bocachica a pocs metres d'on avui es troba el fort de San Fernando de Bocachica, contra el que van obrir foc de forma simultània les naus britàniques a raó de 62 canonades per hora. Lezo va dirigir quatre de les naus en ajuda dels 500 soldats que defensaven la posició amb Desnaux al capdavant, però els espanyols es van haver de retirar finalment cap a la ciutat, que ja estava començant a ser evacuada per la població civil. Després d'abandonar també el castell de Bocagrande, els espanyols es van reunir a la fortalesa de San Felipe de Barajas mentre els virginians de Washington es desplegaven en el proper turó de la Popa per prendre posicions. Va ser llavors quan Edward Vernon va cometre l'error de donar la victòria per aconseguida i va enviar un correu a Jamaica comunicant que havia aconseguit prendre la ciutat. L'informe va ser enviat més tard a Londres, on les celebracions van aconseguir cotes encara majors que les realitzades per Portobelo, arribant a encunyar medalles commemoratives en les quals apareixia Blas de Lezo agenollant davant Vernon. En aquells temps Lezo era borni, coix i tenia una mà impedida a causa de diferents ferides sofertes anys enrere (era conegut com a Mediohombre), però cap d'aquestes tares es va reflectir en les medalles amb la finalitat que no es tingués la idea d'haver derrotat a un enemic feble.
La nit del 19 d'abril es va produir un assalt a San Felipe que es jutjava definitiu, dut a terme per tres columnes de granaders recolzats pels jamaicans i diverses companyies britàniques, convenientment ajudats per la foscor i el constant bombardeig procedent dels vaixells. En arribar es van trobar que Blas de Lezo havia fet excavar fosses al peu de les muralles de manera que les escales eren massa curtes, de manera que no podien atacar ni fugir a causa del pes de l'equip. Aprofitant això, els espanyols van obrir foc contra els britànics, produint-se una carnisseria sense precedents. A l'alba, els defensors van abandonar les seves posicions i van carregar contra els assaltants a la baioneta, massacrant a la majoria i fent fugir la resta cap als vaixells. Malgrat els constants bombardejos i l'enfonsament de la petita flota espanyola (la majoria pel mateix Lezo, per bloquejar la bocana del port), els defensors se les van enginyar per impedir desembarcar a la resta de les tropes angleses, que es van veure obligades a romandre en els vaixells durant un mes més sense provisions suficients. El 9 de maig, amb la infanteria pràcticament destruïda per la fam, les malalties i els combats, Vernon es va veure obligat a aixecar el setge i tornar a Jamaica. Sis mil britànics van morir enfront de menys de mil morts espanyols, deixant alguns vaixells anglesos tan buits que va caldre enfonsar-los per falta de marineria. La major operació de la Royal Navy fins al moment se saldava també com la major derrota de la seva història.

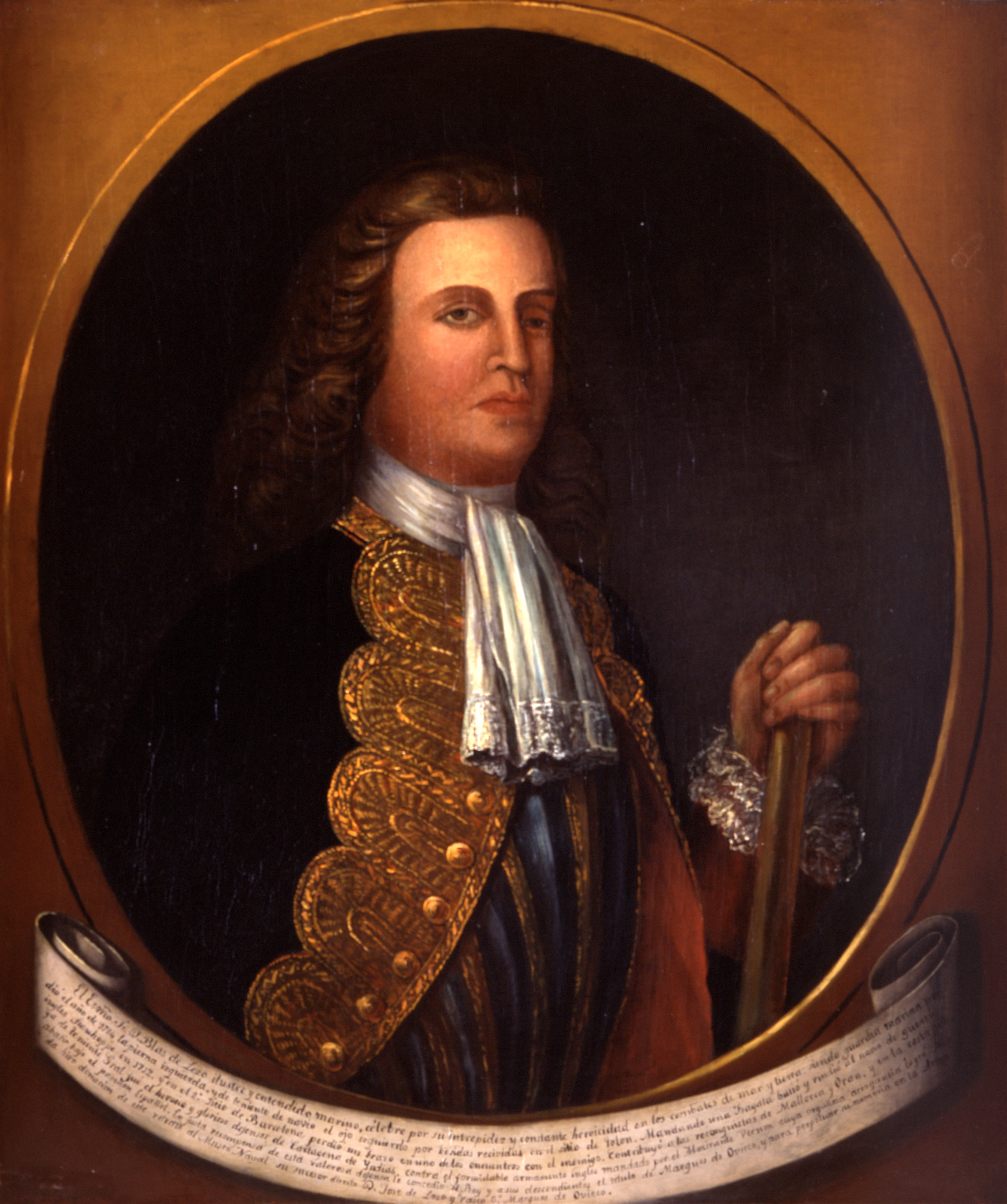
Don Blas de Lezo.

Vernon va tractar de pal·liar aquest gran fracàs atacant els espanyols a la badia de Guantánamo a Cuba i després, el 5 de març de 1742 i amb l'ajuda de reforços arribats des d'Europa, a Panamà. Allà esperava repetir l'èxit de Portobelo i va ser precisament a aquest lloc on es va dirigir. No obstant això, els espanyols van abandonar la plaça (que seguia destruïda) i es van replegar cap a la ciutat de Panamà, desbaratant el posterior intent britànic de desembarcar i plantar batalla a terra. Vernon es va veure obligat finalment a tornar a Anglaterra, on va comunicar que el triomf del que havia informat prèviament no existia. Això va causar tal vergonya a Jordi II que el mateix rei va prohibir escriure sobre l'assumpte als seus historiadors.

### Cuba

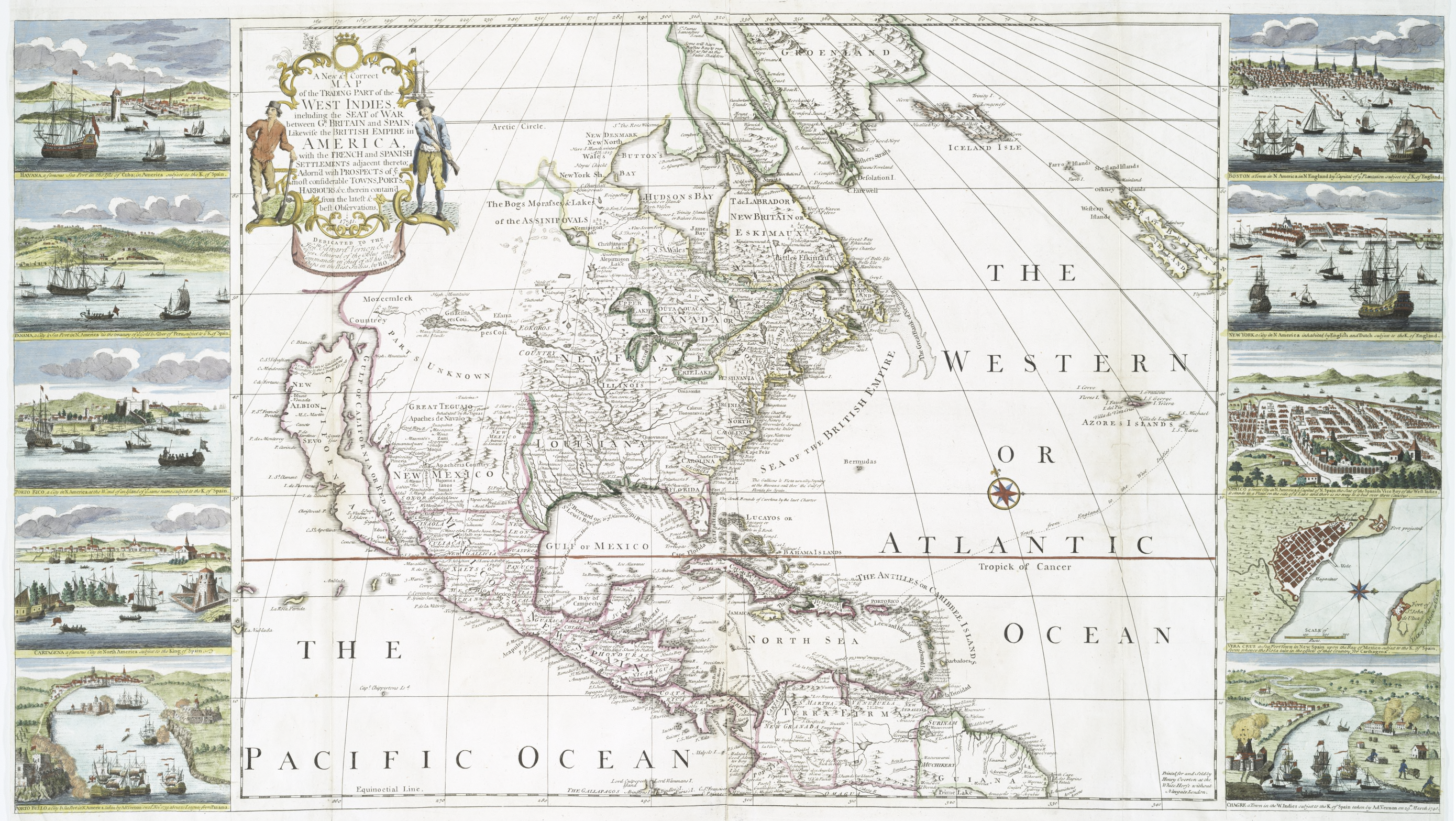
Mapa britànic de 1741 en el qual es representen Amèrica del Nord i les illes del Carib, a més de reflectir-se l'estat de guerra entre Espanya i Gran Bretanya.

Els britànics havien triat Cuba com un dels seus objectius inicials, però el pla de conquerirla es va aparcar després de l'èxit de Portobelo. Quan la flota de Vernon va fracassar en intentar prendre Cartagena d'Índies i els britànics es van adonar que Nova Granada no estava tan mal defensada com inicialment creien, van decidir reprendre l'empresa de Cuba. El pla inicial incloïa la presa de Santiago, on s'establiria una base des de la qual poder bloquejar el Pas dels Vents situat entre Cuba i Hispaniola. L'1 de juliol de 1741 la flota de Vernon va deixar Jamaica i es va dirigir a Santiago de Cuba, però la presència d'una gran guarnició a la ciutat va impedir prendre la ciutat mitjançant un atac directe. En el seu lloc, les naus es van dirigir cap a l'est i el dia 18 van desembarcar a la Badia de Guantánamo 3.400 soldats dirigits pel general George Wentworth. Entre ells es trobaven els supervivents del regiment de Virginia de Washington.

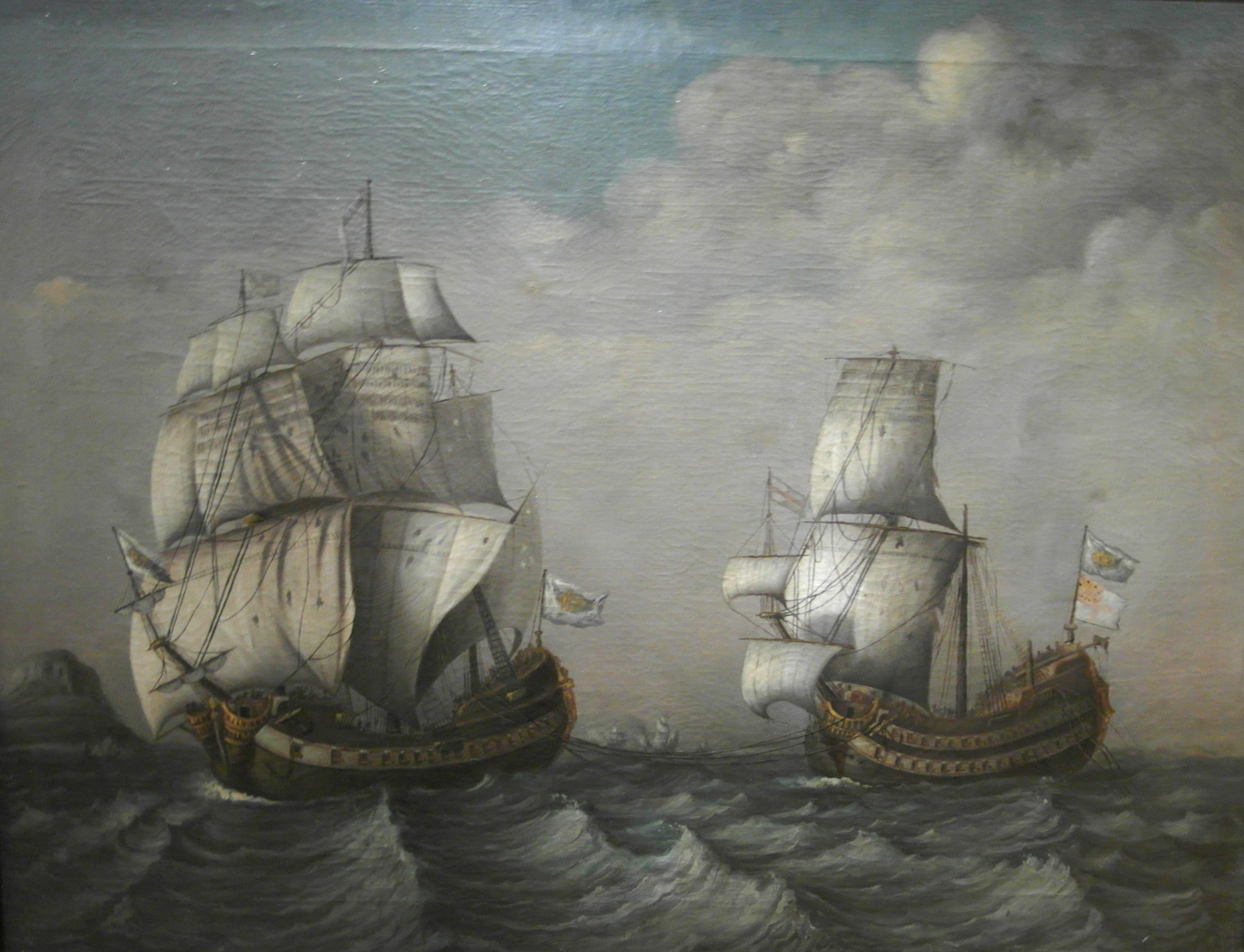
Una fragata espanyola remolcant un vaixell britànic capturat durant la Guerra de l'orella de Jenkins. Pintura de 1770.

El nou pla establia aquesta vegada la construcció d'una base al nord de la badia, des de la qual envair Guantánamo i atacar més tard Santiago. Si bé Wentworth va arribar fins a les proximitats de Guantánamo amb escassa resistència, l'empresa va fracassar perquè el seu exèrcit va resultar greument afectat per les malalties tropicals. El 23 de juliol Wentworth ja donava per fracassada la iniciativa, fet que li va valer una reprimenda per part de Vernon. Les tropes es van retirar de l'illa al novembre, encara que la flota britànica va continuar bloquejant el port de Santiago fins al mes següent. Posteriorment, el gruix de les naus va tornar a la base jamaicana de Port Royal, mentre que uns pocs vaixells es van dirigir al Pas dels Vents per a realitzar activitats de cors, i altres van ser enviats a vigilar a la flota espanyola de l'Havana.
Cuba no tornaria a prendre un paper rellevant a la guerra fins a 1748, any en el qual el contraalmirall britànic Charles Knowles va deixar Jamaica amb la intenció d'interceptar la Flota d'Índies durant el seu viatge des de Veracruz a l'Havana. Després de rondar durant diversos mesos les costes de l'illa, l'esquadra de Knowles es va enfrontar finalment amb la flota de l'Havana manada pel general Andrés Reggio l'1 d'octubre al canal de les Bahames. Aquest enfrontament va acabar sense un clar vencedor. Posteriorment, Knowles va posar rumb a l'Havana, on el 12 d'octubre es va topar gairebé per casualitat amb una petita esquadra espanyola de 6 vaixells dirigida per Reggio i el també general Benito Spínola. Malgrat la seva superioritat, la flota britànica només va poder enfonsar un vaixell i danyar-ne prou altre com per obligar a la seva pròpia tripulació a incendiar-lo. Les altres quatre naus espanyoles van tornar a l'Havana. Knowles, però, va considerar que no ho havia fet malament i va enviar un informe a Londres dient que es disposava a capturar la Flota d'Índies. Per la seva sorpresa, el que va rebre va ser una reprimenda, ja que els governs britànic i espanyol havien signat la pau pocs dies abans.

### Nord-amèrica
Els combats en el front nord-americà van tenir com a centre la Província de Geòrgia, una jove colònia fundada per expresidiaris el 1733 que ja havia conegut la guerra contra els espanyols el 1735, i que es veia en l'ull de l'huracà per la seva proximitat a l'espanyola Provincia de La Florida i les franceses a Louisiana. Amb la idea que un atac preventiu seria la millor defensa davant d'una previsible invasió espanyola, el governador James Edward Oglethorpe va acordar la pau amb els indis seminola per tal de mantenir-los neutrals al conflicte i va ordenar la invasió de Florida el gener de 1740. El 31 de maig els britànics van assetjar la fortalesa del Castell de San Marcos a San Agustín, però aquesta va resistir bé i els assaltants es van veure obligats a aixecar el setge el juliol a causa de l'arribada de reforços espanyols procedents de l'Havana i retrocedir fins a l'altre costat de la frontera. Altres intents britànics de penetrar a Florida van ser igualment infructuosos.
El contraatac espanyol, d'escassa entitat pel fet que la majoria de les tropes estaven ocupades en altres fronts, es va produir finalment el juliol de 1742. Per tal de bloquejar el pas entre la base britànica de Savannah i Florida, el governador Manuel de Montiano va dirigir una petita operació a l'illa de Saint Simons, defensada pels forts Saint Simons i Fort Frederica. Les tropes atacants estaven formades per soldats de San Agustín, granaders de l'Havana i milicians negres del Fuerte Mosé, antics esclaus fugitius dels britànics que havien estat acollits i armats pels espanyols per formar una peculiar força fronterera. En primer lloc, els espanyols van ocupar el fort St Simons per tal de convertir-lo en la seva base d'operacions, i després avançar cap al Frederica. No obstant això, van ser sorpresos en una emboscada per un conjunt de soldats anglesos, colons Terres altes d'Escòcia i indis yamacraw i van haver de retrocedir després de patir una dotzena de baixes. Durant el viatge de tornada Montiano es va adonar que alguns soldats havien quedat separats rere les línies angleses i va planificar una expedició de rescat a través d'un pantà. Enmig d'aquest van ser emboscats de nou per una patrulla anglesa, però després d'uns pocs combats la van posar en fugida cap a Frederica. Això va enfellonir a Oglethorpe, qui va ordenar als fugits que tornessin juntament amb part de la guarnició del fort per atacar els espanyols. No obstant això, per a quan van arribar a la maresma es van trobar que els escocesos havien mantingut una nova batalla contra els espanyols, matant a set d'ells i obligant-los a retirar-se en acabar-se'ls la munició. Això no obstant, la presència espanyola a Saint Simons representava un perill constant, així que Oglethorpe va decidir eliminar-lo per mitjà de l'engany: va comunicar a un presoner espanyol que estaven a punt d'arribar grans reforços des de Charlestown (la qual cosa era fals, ja que només s'havien pogut enviar algunes naus menors) i tot seguit el va alliberar. Aquest va tornar a Saint Simons i va comunicar la falsa notícia a Montiano, qui va optar per destruir el fort i tornar a Florida.

### Oceà Atlàntic
Si bé la immensa majoria de les accions de la Guerra de l'Orella de Jenkins van tenir lloc a Amèrica i el mar Carib, també a l'oceà Atlàntic es van donar enfrontaments entre vaixells anglesos i espanyols que es creuaven en les seves respectives travessies entre el Vell Continent i Amèrica. El cas més conegut va ser la carrera del Glorioso, una successió de quatre batalles navals en què un únic navili de línia de l'Armada Espanyola, el Glorioso, de 70 canons, i que transportava 4 milions de pesos de plata, va fer front successivament a quatre esquadres angleses aconseguint desembarcar el seu carregament a Espanya abans de ser finalment capturat, després d'haver esgotat la seva munició.

### L'expedició d'Anson al Pacífic

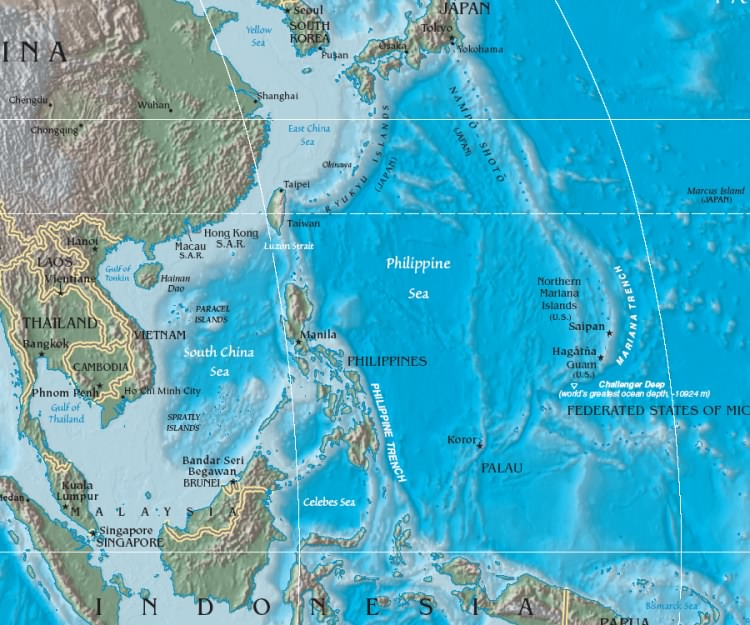
Mar de les Filipines i zones circumdants.

El 16 de setembre de 1740, una altra esquadra britànica formada per 7 vaixells i dirigida pel comodor George Anson, es va dirigir cap a Sud-amèrica amb la intenció de vorejar el con sud i arribar a l'istme de Panamà, on atacarien per sorpresa les posicions espanyoles partint en dos el territori controlat per Espanya i enllaçant amb les forces de Vernon després de prendre aquestes Cartagena. Espanya havia aconseguit infiltrar agents d'intel·ligència en la Cort de Londres, de manera que conegudes les intencions de Anson, immediatament es va enviar una flota de 5 vaixells a les ordres de José Alfonso Pizarro amb la missió de guanyar-los la latitud als anglesos, impedint-los creuar l'Estret de Magallanes i combatre'ls en l'oceà Pacífic en cas de no aconseguir tallar-los el pas. Finalment Pizarro va aconseguir avançar-se a Anson, forçant al Cap d'Hornos a enfrontar-se a les ferotges borrasques australs enganxat a la costa amb la pèrdua o inutilitat de 4 dels 7 vaixells de la flota anglesa, quedant aquesta totalment incapacitada per a la missió assignada. Al juny de 1741 les tres naus restants van aconseguir l'arxipèlag Juan Fernández; per llavors la tripulació s'havia vist reduïda a un terç de l'original, degut principalment a l'acció de les malalties. Entre el 13 i el 14 de novembre els britànics van saquejar el petit port de Paita, a la costa del Perú. Finalment, van aconseguir arribar a Panamà però Vernon ja havia estat derrotat a Cartagena. Després d'abandonar dos dels seus vaixells i introduir a tots els marins supervivents en la nau insígnia, el HMS Centurion, Anson va posar rumb a l'illa de Tinian i després a Macau amb la intenció d'interceptar el galió de Manila, encarregat de portar els ingressos procedents del comerç amb Xina a Mèxic. No obstant això, en arribar al mar de la Xina Meridional Anson es va trobar amb atacs inesperats per part dels xinesos. Per a aquests, tot aquell vaixell que no arribés a la zona amb interessos comercials era considerat pirata i com a tal havia de ser capturat i enfonsat.
Anson no es va donar per vençut i després d'eludir les naus xineses durant un any va aconseguir capturar el vaixell Nuestra Señora de Covadonga el 20 de juny de 1743, mentre navegava a la rodalia de les Filipines. Les mercaderies capturades van ser revenudes als xinesos a Macau i Anson va retornar llavors a Gran Bretanya després de vorejar el Cap de Bona Esperança en 1744. Després de tantes calamitats sofertes, el comodor es va convertir en un home ric gràcies als guanys obtinguts per la captura del Covadonga.

### Participació francesa
Degut a l'acord del Primer Pacte de Família (1733), França es va veure immersa en la guerra en suport d'Espanya, de manera que el mateix cardenal Fleury, valgut de Lluís XV de França, va enviar al Carib una flota composta per 22 navilis de guerra sota el comandament de l'almirall Antoine-François d'Antin.
No obstant això, la participació francesa no va ser destacable pel fet que es va desencadenar una epidèmia sobre la flota mentre romania ancorada a la colònia de Saint-Domingue (Haití), a l'espera d'unir-se a les naus espanyoles. A això es van unir dificultats per abastir a les tropes franceses des de la metròpoli, ja que al contrari que les colònies espanyoles, les possessions franceses a Amèrica no podien garantir un bon subministrament d'aliments. Després d'unes poques accions menors, França i Gran Bretanya van acordar una treva entre 1741 i 1744, mantenint així a França fora de la guerra.
Al reprendre les hostilitats, els francesos van lluitar contra els britànics a l'Índia i el Canadà com a part de la Guerra de Successió Austríaca, però no hi va haver operacions conjuntes amb els espanyols fora d'Europa. En general, la campanya americana va ser dolenta per als francesos, que van perdre la fortalesa de Louisbourg, situada a l'illa de Cape Breton (actual Nova Escòcia).

## Negociacions de Lisboa
A partir de l'agost de 1746, es van iniciar negociacions a la ciutat de Lisboa, al Portugal neutral, per intentar trobar un acord de pau. La mort de Felip V d'Espanya va portar al seu fill Ferran VI al tron, i estava més disposat a ser conciliador en matèria comercial. No obstant això, a causa dels seus compromisos amb els seus aliats austríacs, els britànics no van poder pactar les demandes espanyoles de territori a Itàlia i les negociacions van fallar.

## Conseqüències
La Guerra de l'orella de Jenkins va suposar una de les majors derrotes sofertes per la Royal Navy. La guerra va entrar en punt mort a partir de 1742 (si s'exceptuen les accions menors d'Anson i Knowles) però l'esclat de la Guerra de Successió Austríaca a Europa, en la qual Espanya i Gran Bretanya tenien interessos enfrontats, va provocar que no se signés cap pau fins al Tractat d'Aquisgrà (1748), que va posar fi a totes les hostilitats.
A Amèrica l'acció del tractat va ser pràcticament inexistent, ja que al final de la contesa cap territori (amb l'excepció de Louisbourg, que va retornar a mans franceses) romania sota una altra ocupació que no fos l'original. Espanya va renovar tant el dret d'"asiento" com el «navili amb permís» amb els britànics, que s'havia interromput durant la guerra. Amb el Tractat de Madrid de 1750, Gran Bretanya va renunciar a ambdós a canvi d'una indemnització de 100.000 lliures.
La derrota britànica a Amèrica i especialment a Cartagena d'Índies va assegurar la preponderància espanyola a l'oceà Atlàntic fins a finals del segle xviii, tot i les contínues rivalitats amb Gran Bretanya i França. Si Vernon hagués tingut un èxit rotund en la seva campanya, els britànics podrien haver exigit la pau abans de l'esclat de la contesa austríaca i probablement haurien reclamat el lliurament de la Provincia de La Florida, Cuba i fins i tot porcions de la costa de Nova Granada. Això hauria convertit el Carib espanyol en un mar britànic (com es pretenia) i a la llarga, podria haver precipitat l'expansionisme britànic sobre Mèxic, igual que l'ocupació de l'illa de Terranova durant la Guerra de Successió Espanyola va acabar conduint a la desaparició de l'Imperi colonial francès a l'Amèrica del Nord mig segle després. No hi ha dubte que, en aquest cas, la configuració del mapa polític americà posterior hagués estat molt diferent.